# Гергін Тетяна Григорівна
Тетяна Григорівна Гергі́н (нар. 26 серпня 1913, Київ — пом. 17 червня 2001, Київ) — українська скульпторка; членкиня Спілки радянських художників України з 1944 року.

## Біографія
Народилася 26 серпня 1913 року в місті Києві (нині Україна). 1941 року закінчила Київський художній інститут, де навчалася зокрема у Бернарда Кратка.
Жила у Києві в будинку на вулиці Чкалова, № 3, квартира № 5 та у будинку на вулиці Героїв Дніпра, № 36-Б, квартира № 190. Померла у Києві 17 червня 2001 року

## Творчість
Працювала в галузях станкової і декоративної скульптури. Серед робіт портрети:
- генерал-лейтенанта Шаліна (1945);
- Героя Радянського Союзу Омельченка (1945);
- двічі Героя Радянського Союзу Василя Петрова (1947);
- Героя Соціалістичної Праці М. Фещенко (1951);
- Дмитра Менделєєва (1958).[1]

Брала участь у республіканських виставках з 1945 року.